# Sheldon Schultz
Sheldon Schultz (* 21. Januar 1933 in New York City, New York; † 31. Januar 2017 in San Diego, Kalifornien) war ein US-amerikanischer Physiker.
Schultz ist bekannt für die Entdeckung und Untersuchung von Metamaterialien und negativem Brechungsindex. Er war Professor an der University of California, San Diego.
Schultz erhielt den M.E. am Stevens Institute of Technology in New Jersey 1954 und den Ph.D. an der Columbia University in New York 1960. 1962 wurde er Sloan Research Fellow und 1969 Fellow der American Physical Society.
Im Jahre 2003 hat das Center for Magnetic Recording Research Schultz einen jährlichen Preis mit dem Namen In Honor of Former CMRR Director Sheldon Schultz für seine Dienste als Direktor gewidmet. Schultz starb am 31. Januar 2017 in La Jolla, einem Stadtteil von San Diego.